# Tobiolo e l'angelo
Tobiolo e l'angelo este o pictură de altar, terminată între anii 1470-1480, atribuită pictorului italian renascentist Andrea del Verrocchio.

## Descriere
Se află la  National Gallery din Londra. Seamănă cu pictura Tobias și îngerul, realizată de Antonio Pollaiolo.
Conform istoricului de artă Martin Kemp de la Oxford, Leonardo da Vinci, care lucra în atelierul lui Verrocchio, ar fi pictat o parte, cel mai probabil peștele. David Alan Brown, de la Galeria Națională din Washington, îi atribuie și partea cu câinele. Unele supoziții spun că modelul pentru personajul din dreapta ar fi fost chiar Leonardo da Vinci.